# أرطميسيا الأولى
أرطميسيا الأولى (باليونانية: Ἀρτεμισία) هي ملكة هاليكارناسوس أو قوص (بودروم حاليا) وهي يونانية الأصل، وكانت زوجة شاه إيران خشايارشا الأول، وقادت في إحدى المعارك ضد اليونانيين، وتوفيت عام 480 ق.م.

## وصلات خارجية
- Livius.org: Artemisia of Halicarnassus
- Encyclopædia Iranica: ARTEMISIA
- Artemisia I Ionian Greek queen (r.c. 480 b.c.e.)
- Artemisia in Herodotus
- Artemisia I-Encyclopaedia of the Hellenic World
- Artemisia I-Encyclopedia Britannica
- Herodotus: Artemisia at Salamis, 480 BCE - Fordham University